# Elizabeth Cary, lady Falkland
Elizabeth Cary, lady Falkland, född Tanfield 1585, död 1639, var en engelsk adelsdam, gift med Henry Cary, 1:e viscount Falkland, mor till Lucius Cary, 2:e viscount Falkland.
Lady Falkland var ryktbar som en av sin tids lärdaste kvinnor. Hon övergick till katolicismen, men stod i nära förbindelse med Chillingworth och andra av trosfrihetens tidigaste förespråkare i England.